# 2023 у легкій атлетиці
Найбільшим легкоатлетичним змаганням у 2023 стане літній чемпіонат світу в Будапешті.

## Найбільші змагання

### Глобальні
- Чемпіонат світу з легкої атлетики 2023
- Чемпіонат світу з кросу 2023
- Чемпіонат світу з шосейного бігу 2023
- Легка атлетика на Літній універсіаді 2023
- Діамантова ліга 2023
- Світовий легкоатлетичний тур у приміщенні 2023

### Європи
- Чемпіонат Європи з легкої атлетики в приміщенні 2023
- Чемпіонат Європи з кросу 2023
- Командний чемпіонат Європи з легкої атлетики 2023
- Легка атлетика на Європейських іграх 2023
- Чемпіонат Європи з легкої атлетики серед молоді 2023
- Чемпіонат Європи з легкої атлетики серед юніорів 2023
- Кубок Європи з бігу на 10000 метрів 2023
- Кубок Європи з метань 2023
- Командний чемпіонат Європи зі спортивної ходьби 2023

### Інші континентальні
- Легка атлетика на Панамериканських іграх 2023
- Легка атлетика на літніх Азійських іграх 2023
- Чемпіонат Південної Америки з легкої атлетики 2023
- Чемпіонат Азії з легкої атлетики в приміщенні 2023
- Чемпіонат Азії з легкої атлетики 2023

### Українські
- Чемпіонат України з легкої атлетики 2023
- Чемпіонат України з легкої атлетики в приміщенні 2023

## Нагороди

### Чоловіки
| Нагорода                     | Атлет | Примітки |
| ---------------------------- | --- | -------- |
| Легкоатлет року в світі      | Ноа Лайлс (бігові стадіонні дисиципліни) Арман Дюплантіс (технічні дисципліни) Келвін Кіптум (позастадіонні дисципліни) | [ 1 ]    |
| Зірка, яка сходить, у світі  | Еммануель Ваньйоньї | [ 1 ]    |
| Легкоатлет року в Європі     | Якоб Інгебрігтсен | [ 2 ]    |
| Зірка, яка сходить, в Європі | Маттія Фурлані | [ 2 ]    |

### Жінки
| Нагорода                     | Атлетка | Примітки |
| ---------------------------- | --- | -------- |
| Легкоатлетка року в світі    | Фейт Кіп'єгон (бігові стадіонні дисиципліни) Юлімар Рохас (технічні дисципліни) Тігст Ассефа (позастадіонні дисципліни) | [ 1 ]    |
| Зірка, яка сходить, у світі  | Фейт Черотіч | [ 1 ]    |
| Легкоатлетка року в Європі   | Фемке Бол | [ 2 ]    |
| Зірка, яка сходить, в Європі | Ангеліна Топич | [ 2 ]    |

## Рекорди
Нижче наводяться світові, європейські та українські рекорди та вищі досягнення, встановлені впродовж 2023 спортсменами у віковій групі дорослих.

### Чоловіки
| Категорія | Дисципліна                       | Результат | Атлет             | Дата  | Місто          | Примітки          |
| --------- | -------------------------------- | --------- | ----------------- | ----- | -------------- | ----------------- |
| WIR       | біг на 3000 метрів               | 7.23,81   | Ламеча Гірма      | 15.02 | Льєвен         | [ 3 ] [ 4 ]       |
| WR WIR    | стрибки з жердиною               | 6,22      | Арман Дюплантіс   | 25.02 | Клермон-Ферран | [ 5 ] [ 6 ] [ 7 ] |
| WR        | біг на 1 милю (шосе)             | 4.01,21   | Сем Пракел        | 25.04 | Де-Мойн        | [ 8 ] [ 9 ]       |
| WR        | біг на 100 кілометрів            | 6:05.35   | Олександр Сорокін | 14.05 | Вільнюс        | [ 10 ]            |
| WR        | штовхання ядра                   | 23,56     | Раян Кроузер      | 27.05 | Лос-Анджелес   | [ 11 ]            |
| WB        | біг на 2 милі                    | 7.54,10   | Якоб Інгебрігтсен | 09.06 | Париж          | [ 12 ] [ 13 ]     |
| WR        | біг на 3000 метрів з перешкодами | 7.52,11   | Ламеча Гірма      | 09.06 | Париж          | [ 12 ]            |
| WR        | біг на 2000 метрів               | 4.43,13   | Якоб Інгебрігтсен | 08.09 | Брюссель       | [ 14 ] [ 15 ]     |
| WR        | стрибки з жердиною               | 6,23      | Арман Дюплантіс   | 17.09 | Юджин          | [ 16 ]            |
| WR        | біг на 1 милю (шосе)             | 3.56,13   | Гоббс Кесслер     | 01.10 | Рига           | [ 17 ]            |
| WR        | марафонський біг (шосе)          | 2:00.35   | Келвін Кіптум     | 08.10 | Чикаго         | [ 18 ] [ 19 ]     |
| WB        | біг на 15 кілометрів (шосе)      | 41.05     | Джейкоб Кіплімо   | 19.11 | Неймеген       | [ 20 ]            |

| Категорія | Дисципліна                 | Результат | Атлет             | Дата  | Місто          | Примітки          |
| --------- | -------------------------- | --------- | ----------------- | ----- | -------------- | ----------------- |
| ER        | біг на 5 кілометрів        | 13.12     | Джиммі Грессьє    | 12.02 | Монако         | [ 21 ]            |
| ER EIR    | біг на 3000 метрів         | 7.24,68   | Мохамед Катір     | 15.02 | Льєвен         | [ 22 ]            |
| ER EIR    | стрибки з жердиною         | 6,22      | Арман Дюплантіс   | 25.02 | Клермон-Ферран | [ 5 ] [ 6 ] [ 7 ] |
| ER        | біг на 100 кілометрів      | 6:05.35   | Олександр Сорокін | 14.05 | Вільнюс        | [ 10 ]            |
| ER        | біг на 3000 метрів         | 7.24,00+  | Якоб Інгебрігтсен | 09.06 | Париж          | [ 12 ] [ 13 ]     |
| EB        | біг на 2 милі              | 7.54,10   | Якоб Інгебрігтсен | 09.06 | Париж          | [ 12 ] [ 13 ]     |
| ER        | біг на 1500 метрів         | 3.27,95   | Якоб Інгебрігтсен | 15.06 | Осло           | [ 23 ] [ 24 ]     |
| ER        | біг на 1500 метрів         | 3.27,14   | Якоб Інгебрігтсен | 16.07 | Хожув          | [ 25 ]            |
| ER        | біг на 5000 метрів         | 12.45,01  | Мохамед Катір     | 21.07 | Фонв'єй        | [ 26 ]            |
| ER        | біг на 2000 метрів         | 4.43,13   | Якоб Інгебрігтсен | 08.09 | Брюссель       | [ 14 ] [ 15 ]     |
| ER        | біг на 1 милю              | 3.43,73   | Якоб Інгебрігтсен | 16.09 | Юджин          | [ 27 ] [ 28 ]     |
| ER        | стрибки з жердиною         | 6,23      | Арман Дюплантіс   | 17.09 | Юджин          | [ 16 ]            |
| ER        | біг на 5 кілометрів (шосе) | 13.12     | Домінік Лобалу    | 31.12 | Барселона      | [ 29 ]            |

| Категорія | Дисципліна     | Результат | Атлет         | Дата  | Місто   | Примітки |
| --------- | -------------- | --------- | ------------- | ----- | ------- | -------- |
| NR NIR    | штовхання ядра | 21,84     | Роман Кокошко | 03.03 | Стамбул | [ 30 ]   |

### Жінки
| Категорія | Дисципліна                        | Результат | Атлетка              | Дата  | Місто      | Примітки            |
| --------- | --------------------------------- | --------- | -------------------- | ----- | ---------- | ------------------- |
| WIB       | метання ваги                      | 25,60     | Джанея Стюарт        | 20.01 | Нашвілл    | [ 31 ]              |
| WIB       | біг на 600 метрів                 | 1.23,41   | Кілі Годжкінсон      | 28.01 | Манчестер  | [ 32 ]              |
| WIB       | біг на 500 метрів                 | 1.05,63   | Фемке Бол            | 04.02 | Бостон     | [ 33 ]              |
| WIB       | метання диска                     | 65,23     | Шаніс Крафт          | 10.02 | Берлін     | [ 34 ]              |
| WIB       | метання ваги                      | 25,77     | Деанна Прайс         | 17.02 | Альбукерке | [ 35 ]              |
| WIB       | метання ваги                      | 26,02     | Деанна Прайс         | 17.02 | Альбукерке | [ 35 ]              |
| WIR       | біг на 400 метрів                 | 49,26     | Фемке Бол            | 19.02 | Апелдорн   | [ 36 ] [ 37 ]       |
| WR        | біг на 50 кілометрів              | 3:00.29   | Емане Сейфу Хаїле    | 26.02 | Гебеха     | [ 38 ] [ 7 ]        |
| WIR       | п'ятиборство                      | 5055      | Нафіссату Тіам       | 03.03 | Стамбул    | [ 39 ] [ 40 ]       |
| WR        | спортивна ходьба на 35 кілометрів | 2:37.44   | Кімберлі Гарсія Леон | 25.03 | Дудінце    | [ 41 ]              |
| WR        | біг на 1 милю (шосе)              | 4.27,97   | Ніккі Гілтц          | 25.04 | Де-Мойн    | [ 8 ] [ 9 ]         |
| WR        | спортивна ходьба на 35 кілометрів | 2:37.15   | Марія Перес          | 21.05 | Подєбради  | [ 42 ] [ 43 ] [ 4 ] |
| WR        | біг на 1500 метрів                | 3.49,11   | Фейт Кіп'єгон        | 02.06 | Флоренція  | [ 44 ] [ 4 ]        |
| WR        | біг на 5000 метрів                | 14.05,20  | Фейт Кіп'єгон        | 09.06 | Париж      | [ 12 ] [ 4 ]        |
| WR        | біг на 1 милю                     | 4.07,64   | Фейт Кіп'єгон        | 21.07 | Фонв'єй    | [ 44 ] [ 45 ]       |
| WR        | біг на 5 кілометрів (жіночий)     | 14.25+    | Агнес Джебет Нгетіч  | 10.09 | Брашов     | [ 46 ]              |
| WR        | біг на 10 кілометрів (жіночий)    | 29.24     | Агнес Джебет Нгетіч  | 10.09 | Брашов     | [ 46 ]              |
| WB        | біг на 2000 метрів з перешкодами  | 5.47,42   | Беатріс Чепкоеч      | 10.09 | Загреб     | [ 47 ]              |
| WR        | біг на 5000 метрів                | 14.00,21  | Гудаф Цегай          | 17.09 | Юджин      | [ 16 ]              |
| WR        | марафонський біг (змішаний)       | 2:11.53   | Тігст Ассефа         | 24.09 | Берлін     | [ 48 ]              |
| WR        | біг на 1 милю (шосе)              | 4.21,00   | Дірібе Велтеджі      | 01.10 | Рига       | [ 49 ]              |
| WR        | біг на 5 кілометрів (шосе)        | 14.13     | Беатріс Чебет        | 31.12 | Барселона  | [ 50 ]              |

| Категорія | Дисципліна                        | Результат | Атлетка         | Дата  | Місто     | Примітки            |
| --------- | --------------------------------- | --------- | --------------- | ----- | --------- | ------------------- |
| EIB       | біг на 600 метрів                 | 1.23,41   | Кілі Годжкінсон | 28.01 | Манчестер | [ 32 ]              |
| EIB       | біг на 500 метрів                 | 1.05,63   | Фемке Бол       | 04.02 | Бостон    | [ 33 ]              |
| EIB       | метання диска                     | 65,23     | Шаніс Крафт     | 10.02 | Берлін    | [ 34 ]              |
| EIR       | біг на 400 метрів                 | 49,26     | Фемке Бол       | 19.02 | Апелдорн  | [ 36 ] [ 37 ] [ 7 ] |
| WIR       | п'ятиборство                      | 5055      | Нафіссату Тіам  | 03.03 | Стамбул   | [ 39 ] [ 40 ]       |
| ER        | спортивна ходьба на 35 кілометрів | 2:37.15   | Марія Перес     | 21.05 | Подєбради | [ 42 ] [ 43 ]       |
| ER        | біг на 5000 метрів                | 14.13,42  | Сіфан Гассан    | 23.07 | Лондон    | [ 51 ] [ 52 ]       |
| ER        | біг на 400 метрів з бар'єрами     | 51,45     | Фемке Бол       | 23.07 | Лондон    | [ 51 ] [ 52 ]       |
| ER        | марафонський біг (шосе)           | 2:13.44   | Сіфан Гассан    | 08.10 | Чикаго    | [ 18 ]              |

| Категорія | Дисципліна | Результат | Атлетка | Дата | Місто | Примітки |
| --------- | ---------- | --------- | ------- | ---- | ----- | -------- |
| NR        |            |           |         |      |       |          |

### Змішані дисципліни
| Категорія | Дисципліна                  | Результат | Атлети                                                        | Дата       | Місто    | Примітки |
| --------- | --------------------------- | --------- | ------------------------------------------------------------- | ---------- | -------- | -------- |
| WR        | естафетний біг 4×400 метрів | 3.08,80   | США Джастін Робінсон Роузі Еффіонг Метью Болінг Алексіс Голмс | 19.08.2023 | Будапешт | [ 53 ]   |

| Категорія | Дисципліна | Результат | Атлети | Дата | Місто | Примітки |
| --------- | ---------- | --------- | ------ | ---- | ----- | -------- |
| ER        |            |           |        |      |       |          |

| Категорія | Дисципліна | Результат | Атлети | Дата | Місто | Примітки |
| --------- | ---------- | --------- | ------ | ---- | ----- | -------- |
| NR        |            |           |        |      |       |          |

## Пішли з життя
| Пішли з життя         | Вік       | Дата    | Посилання     | Примітки                                                                                         |
| --------------------- | --------- | ------- | ------------- | ------------------------------------------------------------------------------------------------ |
| Алла Нечипорець       | 58 років  | лютий   | [ 54 ]        | заслужений тренер України                                                                        |
| Тім Лобінгер          | 50 років  | 16.02   | [ 55 ]        | чемпіон світу в приміщенні у стрибках з жердиною (2003)                                          |
| Грег Фостер           | 64 роки   | 19.02   | [ 56 ]        | триразовий чемпіон світу у бігу на 110 метрів з бар'єрами (1983, 1987, 1991)                     |
| Дік Фосбері           | 76 років  | 12.03   | [ 57 ]        | олімпійський чемпіон зі стрибків у висоту (1968)                                                 |
| Віра Крепкіна         | 90 років  | 25.04   | [ 58 ] [ 59 ] | олімпійська чемпіонка зі стрибків у довжину (1960)                                               |
| Ральф Бостон          | 83 роки   | 30.04   | [ 60 ]        | олімпійський чемпіон зі стрибків у довжину (1960)                                                |
| Келвін Девіс          | 51 рік    | 01.05   | [ 61 ]        | бронзовий олімпійський призер у бігу на 400 метрів з бар'єрами (1996)                            |
| Торі Бові             | 32 роки   | 03.05   | [ 62 ]        | олімпійська чемпіонка в естафеті 4×100 метрів (2016) чемпіонка світу з бігу на 100 метрів (2017) |
| Джим Гайнс            | 76 років  | 03.06   | [ 63 ]        | олімпійський чемпіон (1968) з бігу на 100 метрів та в естафеті 4×100 метрів                      |
| Ігор Осьмак           | 58 років  | червень | [ 64 ]        | заслужений тренер України                                                                        |
| Гарві Гланс           | 66 років  | 12.06   | [ 65 ]        | олімпійський чемпіон з естафетного бігу 4×100 метрів (1976)                                      |
| Нільс Гольст-Серенсен | 100 років | 24.10   | [ 66 ]        | чемпіон Європи з бігу на 400 метрів (1946)                                                       |